# Groupement d'achat service épicerie
 (février 2022).

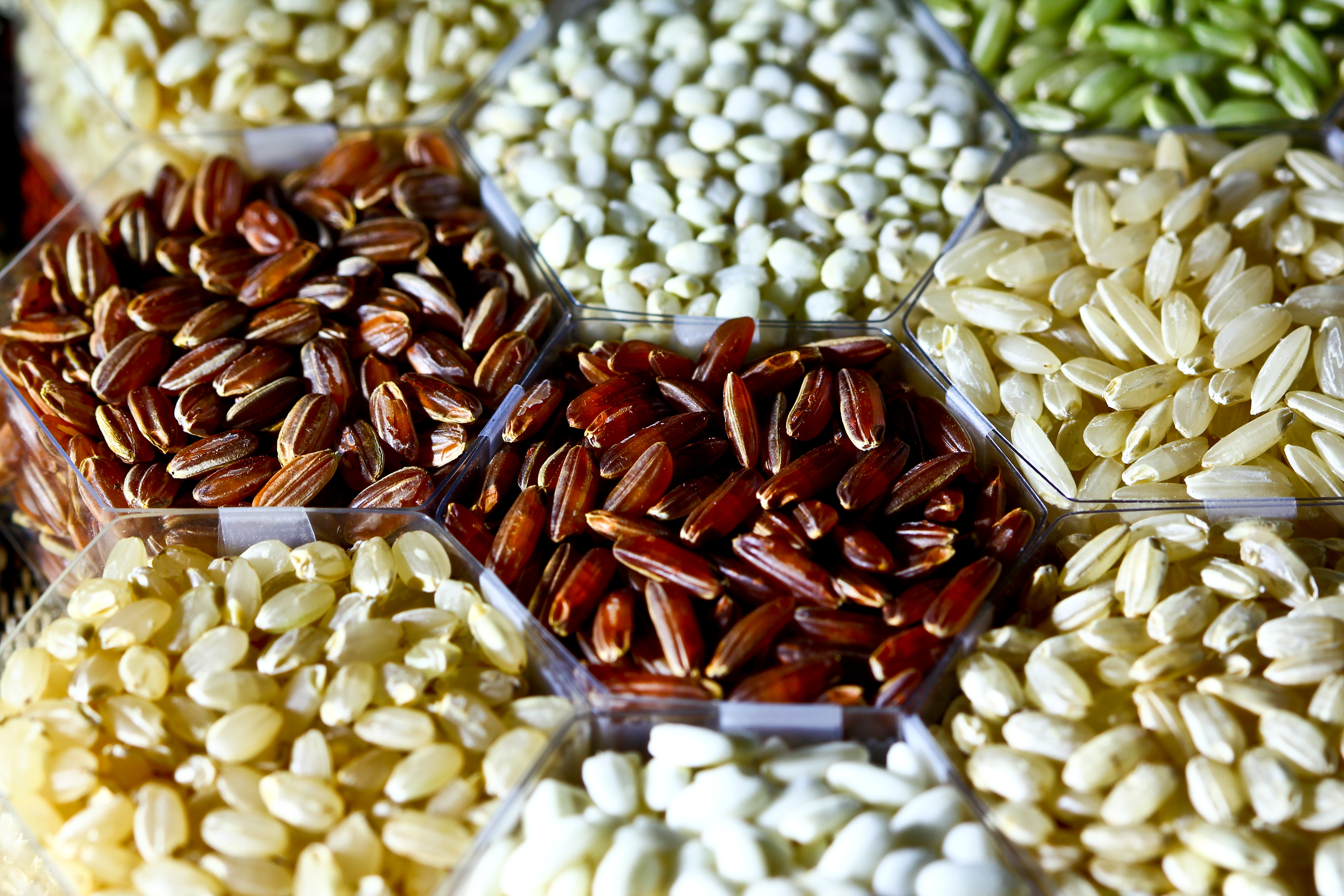
Grains de riz

Un Groupement d'Achat Service Épicerie (GASE), ou encore Groupement d’Achat Autogéré, est une forme d'épicerie associative ou coopérative reposant sur le principe du circuit court de distribution alimentaire.
La création d'un GASE s'inscrit dans la sphère de l'économie sociale et solidaire locale, reposant sur des principes de coopération, en tant que forme d'organisation collective qui entend promouvoir et accéder à une forme de consommation responsable, au service de toutes les parties prenantes.

## Objet
Un GASE est avant tout un groupement d'achat dont l'objet est la mise en commun de moyens pour réaliser des achats collectifs. À ce titre un GASE permet ou peut apporter une réponse à plusieurs problèmes :
1. Rendre plus abordable les produits agricoles non périssables, revendus à prix coûtant ou à très faible marge commerciale[1].
2. Proposer aux consommateurs une alternative au circuit de la grande distribution.
3. Minimiser les intermédiaires et favoriser les liens directs avec les agriculteurs producteurs et autres transformateurs, développer la promotion et la diffusion de produits locaux (Voir Localisme)[2],[3],[4].
4. Favoriser un mode de consommation reposant sur la mutualisation de l'achat, un mode coopératif basé sur la confiance.
5. Réduire la consommation d'emballages alimentaires, grâce à la distribution en vrac, notamment.
6. Créer du lien social dans le quartier, mais aussi créer un pont entre le milieu urbain et le milieu rural : rencontres entre les usagers et les agriculteurs producteurs et autres transformateurs, échanges, partages, hors du milieu marchand.
7. Développer et promouvoir les méthodes d'organisation différentes de consommation et de distribution alimentaire dans le respect d'une éthique sociale et écologique dans lesquels les clients sont impliqués[1].

## Fonctionnement
Un GASE est un compromis entre un groupement achat et une épicerie associative.
ll peut être constitué sous forme d'association à but non lucratif, libre, sous forme d'association loi de 1901, ou encore de coopérative.
Il peut fonctionner en autogestion, et peut reposer sur le bénévolat, et quelques salariés.
Les produits distribués sont mis à disposition dans un local dont la gestion nécessite la permanence d'un ou plusieurs bénévoles.